# Sabine Meschkat-Peters
Sabine Meschkat-Peters geborene Sabine Meschkat (* im 20. Jahrhundert) ist eine deutsche Historikerin.

## Leben
Sabine Meschkat-Peters studierte in Göttingen an der dortigen Georg-August-Universität, wo sie im Wintersemester 1997/98 ihre Dissertation ablegte unter dem Titel des in der späteren Druckfassung leicht überarbeiteten Werkes Eisenbahnen und Eisenbahnindustrie in Hannover 1835–1914. Der Historiker Hans-Werner Hahn schrieb darüber eine Rezension auf der Seite des Online-Rezensionsjournal für die Geschichts- und Kunstwissenschaften sehepunkte.
Meschkat-Peters arbeitet heute im Neuen Rathaus von Hannover im Büro des Oberbürgermeisters, Abteilung Mayors for Peace, Büro für Internationale Angelegenheiten.

## Schriften (Auswahl)
- Die industrielle Entwicklung im Raum Hannover, von den 1830er Jahren bis 1866, unter besonderer Berücksichtigung des Maschinen- und des Wagenbaues. Göttingen 1988.
- Bettina Asch, Sabine Meschkat-Peters, Alheidis von Rohr et al.: Biedermeier und Revolution – Hannover 1848 (= Schriften des Historischen Museums Hannover. Band 13), Begleitheft zur Ausstellung. Historisches Museum, Hannover 1998, ISBN 3-910073-14-X.
- Andreas Urban, Sabine Meschkat-Peters: Kinderkram. Kindheit in Hannover 1800 bis heute. Begleitbuch zur gleichnamigen Ausstellung (= Schriften des Historischen Museums Hannover. Band 15). Historisches Museum, Hannover 1999, ISBN 978-3-910073-16-6.
- Eisenbahnen und Eisenbahnindustrie in Hannover 1835–1914 (= Quellen und Darstellungen zur Geschichte Niedersachsens. Band 119). Leicht überarbeitete Druckfassung der im WS 1997/98 an der Philosophischen Fakultät der Georg-August-Universität Göttingen abgelegten Dissertation. Verlag Hahnsche Buchhandlung, Hannover 2001, ISBN 978-3-7752-5818-0 und ISBN 3-7752-5818-3; Inhaltsverzeichnis
- Sabine Meschkat-Peters (Red.): Ehrgeiz, Luxus & Fortune. Hannovers Weg zu Englands Krone (= Schriften des Historischen Museums Hannover. Band 19). Katalog zur gleichnamigen Ausstellung im Historischen Museum Hannover (HMH). HMH, Hannover 2001, ISBN 978-3-910073-21-0 und ISBN 3-910073-21-2; Inhaltsverzeichnis
- Aufbruch und Wandel. Wirtschaft in Hannover um 1800. In Ulrike Weiß et al. (Hrsg.): Goethes Lotte. Ein Frauenleben um 1800 (= Schriften des Historischen Museums Hannover. Band 21). Essays zur Ausstellung im Städtische Sammlungen Wetzlar, Stadt- und Industriemuseum vom 10. Mai 2003 bis 22. Juni 2003, Stiftung Weimarer Klassik und Kunstsammlungen, Goethe-Nationalmuseum vom 10. Juni 2003 bis 17. August 2003, im Historischen Museum Hannover vom 28. August 2003 bis 30. November 2003. Historisches Museum, Hannover [2003], S. 100–113.